# Kalendarium historii Trzcianki
Kalendarium historii Trzcianki.

## Lata przed naszą erą
- ok. 12000-8000 lat p.n.e. - pierwsze zbiorowiska ludzkie na okolicznych terenach
- 3500-2500 lat p.n.e. - pojawienie się w okolicach ludności kultury pucharów lejkowatych
- 650-400 lat p.n.e. - ślady osadnictwa ludności kultury pomorskiej

## Średniowiecze
- ok. połowy X wieku - Trzcianka w granicach państwa polskiego
- XIII/XIV w. - ziemie trzcianeckie w rękach rodu Czarnkowskich
- 1245 – pierwsza wzmianka o osadzie Rozdróżka; według części historyków dokument Bolesława Wstydliwego jest falsyfikatem, lecz późniejsze poświadczenia przez następnych królów Polski uwiarygodniają ten zapis (Władysław Łokietek – 1323, Zygmunt Stary-1546, Zygmunt August-1548)

## XVI wiek
- 1565 – pojawienie się wzmianki o wsi Trzciana Łąka
- 1581 – wieś liczy 27 kmieci, 15 zagrodników, posiada dwie karczmy, młyn oraz kościół

## XVII wiek
- 1618–1648 – pierwsi sukiennicy we wsi
- 1627 – Trzciana Łąka w rękach Franciszka Sędziwoja Czarnkowskiego
- 1641 – wieś nazywa się Trzcionka; Trzcionka samodzielną parafią pw. Św. Trójcy[1]
- 1662 – pierwsze duże pełnowłókowe gospodarstwo rolne
- 1668 – właścicielką Trzcionki zostaje wdowa po Sędziwoju, Katarzyna z Grzymułtowskich
- 1671 – Trzcionka otrzymuje od króla Michała Korybuta Wiśniowieckiego przywilej odbywania kolejnych czterech jarmarków w roku, oprócz czterech dotąd odbywanych
- 1679 – powstanie pierwszego cechu sukienników
- 1682 – powołanie do istnienia cechu szewskiego
- 1691 – właścicielem wsi Adam Naramowski, starosta ujsko-pilski
- 1696 – właścicielem staje się Adam Iwański, kasztelan brzesko-kujawski

## XVIII wiek
- 1717 – wzniesienie nowego kościoła (poprzedni spłonął)[1]
- 1721–1738 – wieś w posiadaniu dwóch właścicieli: Antoniego Szembeka, starosty nowogrodzkiego oraz Stanisława Niszyckiego, kasztelana rawickiego (poprzez małżeństwa córek Adama Iwańskiego i jego żony Heleny: Franciszki i Marianny)
- 3 marca 1731 – nadanie praw miejskich przez króla Polski Augusta II Sasa
- 1738 – miasto w posiadaniu Stanisława Poniatowskiego, ojca ostatniego króla Polski - Stanisława Augusta Poniatowskiego
- 1734 – powstanie gminy żydowskiej
- 1751 – ustalenie ostatecznej nazwy miasta - Trzcianka
- 1755 – przejście Trzcianki we władanie Józefa Lasockiego
- 1755 – oddanie do użytku zboru ewangelickiego
- 1755–1772 – gospodarczy rozkwit miasta (sukiennictwo); Trzcianka większa od Piły i Bydgoszczy
- 24 czerwca 1759 – pożar w mieście, spalona znaczna część miasta[1]
- 1760–1761 – rozbudowa miasta, powstanie dzisiejszych ulic: Sikorskiego, Staszica, Chełmońskiego
- 22 września 1772 – wkroczenie do miasta wojsk pruskich; włączenie Trzcianki do Prus (Okręg Notecki)
- 1778 – pierwsza apteka w mieście
- 1778–1789 – właścicielem Trzcianki Mikołaj Świnarski
- 1789 – Trzcianka miastem królewsko-państwowym (właścicielem miasta król Prus)
- 1794 – powstanie Bractwa Strzeleckiego, zwanego kurkowym
- 1798 – drugi zbór ewangelicki w mieście

## XIX wiek
- 1807 – miasto w obrębie Księstwa Warszawskiego; dobra trzcianecko-człopskie jako osobista posiadłość marszałka Francji, Louisa Aleksandra Berthier; kolejny rozkwit gospodarczy miasta
- 1815 – w wyniku Kongresu wiedeńskiego Trzcianka zostaje włączona do Prus (Wielkie Księstwo Poznańskie)
- 1822 – budowa nowych cmentarzy: katolickiego, ewangelickiego oraz żydowskiego
- 1823 – budowa nowej synagogi
- 1834–1835 – budowa murowanego kościoła katolickiego w stylu neoromańskim, poświęconego św. Janowi Chrzcicielowi[1]
- 1835 – ulokowanie sądu ziemskiego i miejskiego (siedmiu sędziów i 12 urzędników), w budynku mieścił się areszt; w mieście znajdowało się również więzienie karne
- 1838 – powstanie pierwszego browaru miejskiego
- 31 sierpnia 1839 – wielki pożar w mieście
- 1843–1847 – budowa nowego zboru; koszty budowy w całości pokrył król Prus, Fryderyk Wilhelm IV
- 1846 – oddanie do użytku łaźni rytualnej
- 1847 – budowa szosy Trzcianka - Czarnków
  - zakończono budowę świątyni protestanckiej
- 1848 – Trzcianka na krótko siedzibą Biura Budowlanego Królewskiej Komisji dla Kolei Wschodniej
- ok. 1850 – powstanie fabryki cygar, papierosów i tytoniu oraz wytwórni macy
- 1851 – uruchomienie pierwszej linii Kolei Wschodniej z Krzyża do Bydgoszczy
  - budowa budynku sądu i więzienia
- 1852 – wizyta króla Prus Fryderyka Wilhelma IV
  - otwarcie gmachu dworca kolejowego
- 1855 – powstanie pierwszej w rejonie odlewni żeliwa
- 1864 – powstanie Towarzystwa Zaliczkowego (gromadziło fundusze na rozbudowę działalności gospodarczych)
- 1871 – miasto w granicach Cesarstwa Niemieckiego
- 1875 – pierwsze naftowe latarnie uliczne w mieście
- 1881 – zaczęła wychodzić „Schönlanken Tageblatt”, czyli Codzienna Gazeta Trzcianecka
- 1883 – oddanie do użytku nowej synagogi
- 1884–1896 – brukowanie głównych ulic
- 1887 – powstanie związku tytoniowców
- 1888 – rozwiązanie cechu sukienników
- 1889 – zorganizowanie straży pożarnej w mieście
- 1893 – budowa poczty
- 1895 – budowa szkoły katolickiej (dzisiejsza Szkoła Podstawowa nr 2)
- 1896 – powstanie szpitala w mieście[2]

## XX wiek

### 1900-1914
- 1900 – założenie elektrowni miejskiej
- 1902 – rozebrano ostatni drewniany dom z podcieniami
- 1905 – wieś Trzcianka została ostatecznie włączona do miasta
- 1907 – otwarcie wyższej szkoły realnej
- 1910 – pierwsze związki zawodowe w mieście
- 1912 – zaczęła działać Miejska Kasa Oszczędności

### 1914-1918
- 1914 – wybuch I wojny światowej, mobilizacja 1515 rekrutów z Trzcianki
- 1914–1916 – budowa kościoła katolickiego w stylu neobarokowym
- 1915 – zakończenie budowy szkoły ewangelickiej (dzisiejszy Zespół Szkół Ponadgimnazjalnych im. Henryka Sienkiewicza)
- 1918 – koniec I wojny światowej

### 1918–1939
- 1919 –  na mocy Traktatu wersalskiego miasto pozostaje w granicach Niemiec
- 1919 – Trzcianka miastem powiatowym, siedzibą powiatu Netzekreis
- 1924 – powstanie Muzeum Powiatowego (Heimatsmuseum des Netzkreis)
- 1925–1926 – budowa szkoły rolniczej (obecna siedziba Sądu Rejonowego w Trzciance; pamiątką po szkole rolniczej są płaskorzeźby przy wejściu, obrazujące siew i zbiór)
- 1926–1927 – rozbudowa szpitala
- 1926 – przyłączenie miasta do energii elektrycznej
- 1928 – budowa sali gimnastycznej przy szkole ewangelickiej
- 1929 – powstanie Żydowskiej Opieki Społecznej
- 1930 – w mieście zaczyna działać sieć wodociągowa
- 1938 – „Noc kryształowa”, zburzenie synagogi oraz cmentarza żydowskiego
  - rozbudowa miasta, budowa kamienic i domów na dzisiejszych ulicach: Gorzowskiej, Mickiewicza, Powstańców Wielkopolskich, Konarskiego, 27 Stycznia; przedłużenie ulic Staszica i Mickiewicza; budowa siedziby urzędu pracy (obecny Trzcianecki Dom Kultury), Urzędu Powiatowego (późniejszy Dom Dziecka), Urzędu Celnego, Urzędu Finansowego (późniejszy internat Zespołu Szkół)

### 1945
- 27 stycznia 1945 – wkroczenie do miasta wojsk radzieckich i zniszczenie 30% budynków w mieście przez żołnierzy Armii Czerwonej
- pojawienie się w Trzciance pierwszych osiedleńców (z województw: poznańskiego, łódzkiego, warszawskiego)
- przywrócenie nazwy „Trzcianka”
- utworzenie powiatu trzcianeckiego (okręg zachodniopomorski)
- stworzenie w mieście placówki Państwowego Urzędu Repatriacyjnego
- rozpoczęcie repatriacji ludności z byłych województw:: wileńskiego, nowogródzkiego, poleskiego, białostockiego, wołyńskiego, stanisławowskiego, tarnopolskiego i lwowskiego
- formowanie pierwszej drużyny harcerskiej
- podjęcie produkcji przez Zakład Drzewny (późniejsze Trzcianeckie Fabryki Mebli)
- rozpoczęcie działalności Trzcianeckiego Klubu Sportowego
- powstanie Zarządu Miejskiego Wodociągów i Warsztatów (dzisiejszy Kombud)

### 1946-1989
- 1946 – utworzenie Powiatowej Biblioteki Publicznej
  - przymusowe wysiedlenie ludności niemieckiej
  - uruchomiono stadion po II wojnie światowej
- 1947 – uruchomiono linię PKS Wałcz-Trzcianka-Poznań
- 1947–1948 – przesiedlenie Łemków na Ziemie Odzyskane, w tym na teren powiatu
- 1948 – powstanie klubu sportowego „Lubuszanin”
- 1949 – utworzono trzcianeckie PGR-y
- 1950 – powstanie Państwowego Ośrodka Maszynowego, Spółdzielni Inwalidów „Przyszłość”
- 1951 – rozpoczęcie działalności Pedagogicznej Biblioteki Powiatowej
- 1951 – powstanie zakładu Lubmor (budownictwo okrętowe, m.in. okna i drzwi okrętowe)
- 1953 – założono Państwowe Liceum Pedagogiczne
- 1953–1955 – nasilenie akcji radiofonizacji powiatu
- 1958 – założenie Spółdzielni Mieszkaniowej
- 1959 – Trzcianka siedzibą powiatu trzcianeckiego
- 1959 – uruchomiono ośrodek „Bajka”
- 1961 – inauguracja roku szkolnego w nowo wybudowanej Szkole Podstawowej nr 1, tzw. „tysiąclatki”
  - wydano monografię „Powiat Trzcianecki wczoraj i dziś„
- 1965 – rozebranie budynku kościoła ewangelickiego
- 1967 – powstanie Przedsiębiorstwa Naprawy Taboru Leśnego
- 1971 – założenie Młodzieżowego Domu Kultury
- 1972 – utworzono Harcerski Ośrodek Wodny
- 1 czerwca 1975 – po reformie administracyjnej, Trzcianka w granicach województwa pilskiego
- 1975 – przekształcenie Powiatowej Poradni Pracy Kulturalno-Oświatowej w Trzcianecki Dom Kultury
- 1975 – powstanie Państwowego Domu Dziecka
- 1975 – uruchomiono OSiR
- 1975 – oddano do użytku SP-3
- 1976 – powstało Wojewódzkie Przedsiębiorstwo Turystyczne „Noteć” Oddział w Trzciance
- 1977 – powstanie Wojewódzkiej Usługowej Spółdzielni Inwalidów
- 1977 – założono 5-letnie Liceum Medyczne w ramach Zespołu Szkół
- 1979 – rozpoczęcie budowy kotłowni centralnej
- 1980 – Pilskie Fabryki Mebli z dyrekcją w Trzciance (30% towaru eksportowano do krajów zachodnich, m.in. RFN, Szwecji, Austrii)
- 1982 – pierwszy Bieg im. Tadeusza Zielińskiego
- 1983 – zakończenie działalności Studium Wychowania Przedszkolnego
- 1984 – zarejestrowano w Centralnym Związku Spółdzielni Mieszkaniowych w Warszawie Spółdzielnię Mieszkaniową Pomocy w Budownictwie Jednorodzinnym „Szansa” w Trzciance. Siedzibą spółdzielni były LZO „Lubmor”
- 1986 – zlikwidowano kino „Serenada„
- 1988 – rozpoczęcie działalności Związku Sybiraków Koło w Trzciance
- 1989 – ukazanie się pierwszego numeru „Głosu z Trzcianki”

### po 1989
- 1990 – powstała pierwsza w regionie prywatna spółka „Lubmor” spółka z o.o. po prywatyzacji LZO „Lubmor”
- 1992 – pierwsza emisja programu lokalnego - Telewizja Lokalna Trzcianka
- 1994 – powstanie hymnu miasta
- 1994 – Motorowodne Mistrzostwa Polski na jeziorze Sarcze, zwycięzcą Waldemar Marszałek
- 1995 – Motorowodne Mistrzostwa Europy w klasie O-550 na jeziorze Sarcze; rozpoczęcie budowy wysypiska odpadów komunalnych i przemysłowych
- 1996 – Motorowodne Mistrzostwa Polski w klasach: O-250, O-350, O-500, O-550, N-350, N-550 na jeziorze Sarcze
- 1997 – Husum (Niemcy) miastem bliźniaczym
- 1998 – powstanie Parafii Matki Boskiej Saletyńskiej[3]
- 1999 – po reformie administracyjnej Trzcianka znajduje się w województwie wielkopolskim, w powiecie czarnkowsko-trzcianeckim
- 1999 – podpisanie umowy o współpracy z niemieckim Lehrte
- 2000 – Berwick-upon-Tweed (Wielka Brytania) partnerskim miastem Trzcianki

## XXI wiek
- 2002 – otwarcie Hali Widowiskowo-Sportowej
- 2003 – utworzenie Szkoły Katolickiej im. Św. Siostry Faustyny
- 2005 – podpisanie umowy o współpracy z Dusznikami-Zdrojem
- 2006 – Trzcianka laureatem Rankingu Samorządów Rzeczpospolitej
- 2010 – otwarcie kompleksu wielofunkcyjnych boisk Orlik
- 2011 – Trzcianka pierwszą gminą w Polsce z szerokopasmowym dostępem do internetu[4]
- 2017 – Uruchomiono w pełni cyfrowe zmodernizowane kino ze 147 miejscami